# 大空港 (漫画)
『大空港』（だいくうこう、英題:AIR PORT）は、原作：城アラキ、作画：野口賢による日本の青年漫画。『スーパージャンプ』（集英社）にて、1999年1号から2001年3号にかけて連載された。

## 概要
1994年に日本初の24時間空港として関西国際空港が開港したものの、アジアでの拠点空港としての地位を築けなかった。そこで羽田空港のある東京湾沖合・神奈川県に首都圏第三空港として「京浜新国際空港」を新たに建設した。
50万人が行き交う新空港の開業に伴い、大日本空輸（グランドジャパンエアライン）に勤務する地上職係員（グランドスタッフ）の、1日5万人の乗客の中でのイレギュラー対応・同僚たちの人間関係・空港での事件事故・新規航空会社との競争・旅客部に対する上層部の思惑などの群像を、1-2話完結の社会派ドラマ仕立てで描く。業界もの漫画として比較的硬派なエピソードで構成され、業界用語も注釈付きで繁用している。ターミナル施設のほとんどの描写は現実の羽田空港第1ターミナルビル（ビッグバード）を模している。
日本の空港およびエアラインを題材とした漫画雑誌における初の連載作品である。
なお、本作の連載開始から半年後に、他誌で現実の東京国際空港を舞台とした漫画『ビッグウイング』の連載が開始されている。同作は空港で交錯する利用者の生き様と主人公とのふれ合いを主題とした人間ドラマの構成であるが、本作は架空の空港を舞台に、グランドスタッフ・航空会社の視点で描かれている部分での相違点が大きい。
原作側は今のところ（城アラキとしては）酒以外を題材とした唯一の漫画作品であり、作画側は初めて長期連載となった作品である。

## 登場人物
里中 翔
大日本空輸の旅客課チーフ。
航空自衛隊でF-15戦闘機（通称:イーグル）のパイロットから民間割譲で大日本空輸に入社したものの、運航要員からカウンター業務へ配置転換させられた。
矢島 怜子
大日本空輸の旅客課サブチーフ。
冷静な判断力を持っている。里中とは過去に因縁がある。
梅原 りえ
大日本空輸の旅客課スタッフ。
番匠 誠
大日本空輸の旅客課スタッフ。
木村 雄一
大日本空輸旅客課課長。
西條 孝吉
大日本空輸旅客部部長。
太田 桃
ツアーコンダクター。
桑田 理津子
大日本空輸キャビンアテンダント。
桑田 加奈子
日本初のスチュワーデス。

## 書誌情報
ジャンプ・コミックス デラックスより刊行。全7巻。
1. 1999年6月 初版発売 ISBN 4-08-859079-1
2. 1999年9月 初版発売 ISBN 4-08-859090-2
3. 2000年1月 初版発売 ISBN 4-08-859105-4
4. 2000年5月 初版発売 ISBN 4-08-859124-0
5. 2000年8月 初版発売 ISBN 4-08-859138-0
6. 2000年12月 初版発売 ISBN 4-08-859158-5
7. 2001年3月 初版発売 ISBN 4-08-859171-2